# 24070 Toniwest
24070 Toniwest là một tiểu hành tinh vành đai chính với chu kỳ quỹ đạo là 1308.4026417 ngày (3.58 năm).
Nó được phát hiện ngày 10 tháng 10 năm 1999.